# Уляп
Уляп (рос. Уляп; адиг. Улап) — аул Красногвардійського району Адигеї Росії. Входить до складу Уляпського сільського поселення.
Населення —  1244 особи (2015 рік). 